# Фландрская низменность
Фла́ндрская ни́зменность — низменная равнина на территории региона Фландрия в Бельгии, в южной части Нидерландов и на севере Франции.
Низменность протягивается вдоль побережья Северного моря. Поверхность её повышается к югу и юго-востоку до 150 м. Низменность сложена преимущественно аллювиальными и морскими отложениями. Вдоль побережья располагаются дюны, верещатники и саженые сосновые леса. Характерен культурный ландшафт бокаж. Большая часть территории возделана. Низменность густо населена, здесь находятся такие крупные города, как Гент, Брюгге, Остенде (Бельгия), Дюнкерк, Лилль (Франция).